# Aplocera perelegans
Aplocera perelegans är en fjärilsart som beskrevs av W. Warren 1894. Aplocera perelegans ingår i släktet Aplocera och familjen mätare. Inga underarter finns listade i Catalogue of Life.